# Енвер Штаљо
Енвер Штаљо (Бања Лука, 18. август 1931 − Бања Лука 2. јун 1991)  био је југословенски и босанскохерцеговачки сликар.

## Биографија
Рођен је у 1931. Бањалуци као син јединац мајке Дибе (Сејдиновић) и оца Џемила, владиног чиновника. Одрастао је у кући Сејдиновића, мајчиних родитеља, окружен љубављу родитеља, дједа Махмута и баке по мајци, Изете. Велике промјене у породичном животу настају почетком Другог свјетског рата. Породица је била свједок усташког терора према најближим комшијама, и у таквим немогућим условима свесрдно помаже затворене пријатеље, што трајно учвршћује дјечакове моралне ставове. Породицa губи дом у савезничком бомбардовању током посљедњих дана рата. Губитак дједа и баке, те период у којем му након рата отац пада у немилост послијератних власти, успио је превладати уз љубав и чврстину мајке Дибе од које је научио да одржи морал и никад не жртвује свој понос за било какав напредак. Веома рано је испољио стваралачке амбиције и жељу да свој рад представи јавности, самостална изложба одржана 1946. године је на одређен начин обиљежила и његово професионално опредјељење. Прву самосталну изложбу имао је још у осмој години на иницијативу учитељице Софије Томболани која је међу првима открила његову даровитост. Средњу техничку школу завршава 1952. и уписује Вишу педагошку школу у Бањој Луци ликовног смјера. На Вишој педагошкој школи сликарство му предаје професор Божо Николић. Школовање наставља 1953. на Вишој педагошкој школи у Сарајеву, гдје му сликарство предаје професор Раденко Мишевић, који се те године вратио у Босну, а историју умјетности Жарко Видовић, теоретичар и ликовни критичар који је умјетност својим студентима тумачио кроз пресјек цјелокупног сликарства од праисторије до модерне умјетности. У Бања Луку се враћа 1954, гдје се пун ентузијазма запошљава као наставник у основној школи.
Убрзо по запошљавању избила је полемика око увођења његових нових метода, због којих је замало остао без посла. У својим сјећањима на то вријеме истицао је: „на састанку актива ликовних педагога анализирана је једна дескриптивно – перспективна заврзлама, био сам против погрешног тумачења неких закона перспективе у сликарству, избио је скандал који је арбитрирала комисија из Сарајева у моју корист. Међутим, та пирова побједа је окренула читав актив и друге педагоге против мене.“ Тих година, радови његових ученика међу првим у Југославији су одабрани да се штампају за УНИЦЕФ. Дружење, пријатељство и заједнички погледи на умјетност са Бекиром Мисирлићем, Душаном Симићем и Алојзом Ћурићем прерастају 1955. године у умјетничку групу Четворица. Око овог нуклеуса модерне умјетности у Бањој Луци окупља се мноштво младих и талентованих ученика од којих су неки касније постали признати академски сликари (Кемал Ширбеговић, Мерсад Бербер). Трагичном смрћу Душана Симића у јесен 1961. године, умјетничка група Четворица, се распада, али остаје њен трајан значај за средину у којој је настала. Године 1957. почиње друга слободнија сликарска фаза у којој своје сликарство гради на основу разграђивања композиције према плановима и односима ентеријер – екстеријер. Током 1958. борави неколико мјесеци у Задру. За вријеме овог боравка у своје сликарство уводи технику акварела. Проводи шест мјесеци током 1959. на студијском боравку у Француској (Париз, долина Лоаре). У периоду 1959 – 1965. ради као сценограф, луткар и костимограф у Дјечијем позоришту. Из тог се периода памти представа „Пепељуга“ чије је гостовање било веома запажено на Дјечијем фестивалу у Шибенику 1968. године, гдје се Дјечије позориште из Бање Луке представило први пут. Поново се враћа педагошком раду у периоду 1961 – 1970. На Учитељској школи у Бањој Луци предаје ликовну педагогију. У овом периоду његов рад са ученицима био је веома запажен.
Сваке године је приређивао изложбе најбољих радова својих ученика, које су временом прерасле у занимљив градски догађај. Са Шахзијом Јакирлић, наставницом математике, тада успјешном гимнастичарком вјенчао се 1962.. Приликом посјете Венецијанском бијеналу Мисирлић, Ћурић и Штаљо долазе на идеју да купе керамичке боје и озбиљније се почну бавити керамиком. У новембру је одржан Први јесењи салон у Бањој Луци. Његова ћерка Изета рођена је 1963. Започиње циклус Колијевки, а убрзо након тога и циклус Дјевојачко рухо. Током 1963 – 1965. траје фаза у којој слика ентеријере са колијевкама и дјевојачким рухом у које је уклопио наглашене емоције родитељства.
Изложба бањалучких сликара у Сарајеву одржана је 1966. након које су Бербер, Ахмед Бешић, Томислав Дугоњић, Гашић, Јосип Гранић, Виктор Мајданџић, Мисирлић, Живорад Пећарић, Јован Спремо, Кемал Ширбеговић и Штаљо примљениу Удружење ликовних умјетника Босне и Херцеговине. Циклус слика (1967) под називом Инвалиди израз су дубоко укоријењеног пацифизма и љубави према људима. Излаже на изложби босанскохерцеговачке умјетности у Дижону и изложби југословенске умјетности у Ници. Прелази у издавачко – новинску кућу „Глас“ гдје ради као ликовни и технички уредник. Његов рад је био познат по графичким иновацијама које су остале као образац по којима се радило и послије његовог одласка. Као афирмисани ликовни уредник новинске куће „Глас” ради ликовно рјешење за монографију Бањалука и ликовно рјешење градског грба. Рођење кћерке Аиде 1971. изнова побуђује родитељску емоцију. Очаран љепотом мале дјевојчице ради серију цртежа рафинираног стила и емоције. Умјетничка галерија у Бањој Луци 1978. приређује му ретроспективну изложбу. Ликовни је и технички уредник часописа Путеви током 1978–1980. Из издаваштва повлачи се 1984. Слиједи период зрелих, медитативно – рефлективних фигуралних композиција. Интимно, пријатељи му „додјељују“ титулу Маестро.  Изненада је преминуо 2. јуна 1991, уврзо послије отварања изложбе, симболично назване „Долазак прољећа“, на којој је изложио дјела из посљедље деценије стваралаштва.

## Награде
- 1964. Награда града Бање Луке „Веселин Маслеша“ за домете на подручју умјетности
- 1964. Прва награда на Другом јесењем салону у Бањој Луци
- 1969. Награда града Сарајева на Другом сарајевском салону
- 1970. Откупна награда на Трећем сарајевском салону
- 1971. Откупна награда Социјалистичког савеза радног народа на Петом јесењем салону у Бањој Луци